# Esch-sur-Alzette (cantão)
Esch-sur-Alzette é um cantão de Luxemburgo e está dividido em 14 comunas.
- Bettembourg
- Differdange
- Dudelange
- Esch-sur-Alzette
- Frisange
- Kayl
- Leudelange
- Mondercange
- Pétange
- Reckange-sur-Mess
- Roeser
- Rumelange
- Sanem
- Schifflange